# 8969 Alexandrinus
A 8969 Alexandrinus (ideiglenes jelöléssel 1218 T-2) a Naprendszer kisbolygóövében található aszteroida. Cornelis Johannes van Houten, Ingrid van Houten-Groeneveld és Tom Gehrels fedezte fel 1973. szeptember 29-én.